# Distretto di Linwei
Il distretto di Linwei (临渭区S, Línwèi QūP) è un distretto della Cina, situato nella provincia dello Shaanxi e amministrato dalla prefettura di Weinan.